# Championnats du monde de pétanque 2018
Navigation
Édition précédente Édition suivante
Les championnats du monde de pétanque 2018 est une édition des championnats du monde de pétanque. 

## Présentation
Cette compétition constitue la 48e édition des triplettes séniors et la 13e édition du tir de précision sénior. Elle se déroule à Desbiens (Canada) du 13 au 16 septembre 2018.

## Résultats[1]

### Triplette sénior

#### Phase finale
| Nation    | Score | Nation             |
| --------- | ----- | ------------------ |
| Monaco    | 13-4  | États-Unis         |
| Tunisie   | 13-5  | Portugal           |
| Italie    | 13-7  | Nouvelle-Calédonie |
| Maroc     | 13-9  | Suisse             |
| France    | 13-11 | Belgique           |
| Thaïlande | 13-4  | Canada             |
| Sénégal   | 13-11 | Espagne            |
| Allemagne | 13-1  | Madagascar         |

| Nation  | Score | Nation    |
| ------- | ----- | --------- |
| Tunisie | 13-9  | Monaco    |
| Maroc   | 13-12 | Italie    |
| France  | 13-5  | Thaïlande |
| Sénégal | 13-7  | Allemagne |

| Nation | Score | Nation  |
| ------ | ----- | ------- |
| Maroc  | 13-8  | Tunisie |
| France | 13-0  | Sénégal |

| Nation | Score | Nation |
| ------ | ----- | ------ |
| France | 13-7  | Maroc  |

### Tir de précision sénior

#### Phase finale
| Nation               | Score | Nation                       |
| -------------------- | ----- | ---------------------------- |
| Hicham Boulassal     | 53-32 | Adrien Daunois Luxembourg    |
| Taratra Rakotoninosy | 45-30 | Thanakorn Sangkaew Thaïlande |
| Dylan Rocher*        | 44-44 | Koogie Kees Pays-Bas         |
| Diego Rizzi          | 38-29 | François N'Diaye Sénégal     |

* Dylan Rocher vainqueur du barrage à une boule à 7 mètres.
| Nation               | Score | Nation                 |
| -------------------- | ----- | ---------------------- |
| Taratra Rakotoninosy | 47-36 | Hicham Boulassal Maroc |
| Dylan Rocher         | 55-38 | Diego Rizzi Italie     |

| Nation       | Score | Nation                          |
| ------------ | ----- | ------------------------------- |
| Dylan Rocher | 57-47 | Taratra Rakotoninosy Madagascar |

## Podiums
| Épreuve                 | Or                                                                  | Argent                                                                        | Bronze                                                               |
| ----------------------- | ------------------------------------------------------------------- | ----------------------------------------------------------------------------- | -------------------------------------------------------------------- |
| Triplette sénior        | Henri Lacroix - Philippe Quintais - Philippe Suchaud - Dylan Rocher | Hodoyfa Bouchgour - Hicham Boulassal - Abdessamad El Mankari - Mohamed Ajouad | François N'Diaye - Insa Seck - Boubacar Samoua - Hussein Dakhla Ilah |
| Triplette sénior        | Henri Lacroix - Philippe Quintais - Philippe Suchaud - Dylan Rocher | Hodoyfa Bouchgour - Hicham Boulassal - Abdessamad El Mankari - Mohamed Ajouad | Mohk Bougriba - Majdi Hammani - Sofien Ben Brahim - Samir Karoul     |
| Tir de précision sénior | Dylan Rocher                                                        | Taratra Rakotoninosy                                                          | Hicham Boulassal                                                     |
| Tir de précision sénior | Dylan Rocher                                                        | Taratra Rakotoninosy                                                          | Diego Rizzi                                                          |

## Tableau des médailles
| Rang  | Nation     | Or | Argent | Bronze | Total |
| ----- | ---------- | -- | ------ | ------ | ----- |
| 1     | France     | 2  | 0      | 0      | 2     |
| 2     | Maroc      | 0  | 1      | 1      | 2     |
| 3     | Madagascar | 0  | 1      | 0      | 1     |
| 4     | Sénégal    | 0  | 0      | 1      | 1     |
| 4     | Tunisie    | 0  | 0      | 1      | 1     |
| 4     | Italie     | 0  | 0      | 1      | 1     |
| Total | Total      | 2  | 2      | 4      | 8     |